# 8 فبراير
- السبت
- الأحد
- الاثنين
- الثلاثاء
- الأربعاء
- الخميس
- الجمعة

- 12 شعبان 1446  هـ
- 23 شعبان 1446  هـ
- 34 شعبان 1446  هـ
- 45 شعبان 1446  هـ
- 56 شعبان 1446  هـ
- 67 شعبان 1446  هـ
- 78 شعبان 1446  هـ
- 89 شعبان 1446  هـ
- 910 شعبان 1446  هـ
- 1011 شعبان 1446  هـ
- 1112 شعبان 1446  هـ
- 1213 شعبان 1446  هـ
- 1314 شعبان 1446  هـ
- 1415 شعبان 1446  هـ
- 1516 شعبان 1446  هـ
- 1617 شعبان 1446  هـ
- 1718 شعبان 1446  هـ
- 1819 شعبان 1446  هـ
- 1920 شعبان 1446  هـ
- 2021 شعبان 1446  هـ
- 2122 شعبان 1446  هـ
- 2223 شعبان 1446  هـ
- 2324 شعبان 1446  هـ
- 2425 شعبان 1446  هـ
- 2526 شعبان 1446  هـ
- 2627 شعبان 1446  هـ
- 2728 شعبان 1446  هـ
- 2829 شعبان 1446  هـ

8 فبراير أو 8 شُباط أو يوم 8\2 (اليوم الثامن من الشهر الثاني) هو اليوم التاسع والثلاثون (39) من السنة وفقًا للتقويم الميلادي الغربي (الغريغوري). يبقى بعده 326 يومًا لانتهاء السنة، أو 327 يومًا في السنوات الكبيسة.

## أحداث
- 1587 – إعدام ملكة إسكتلندا ماري ستيوارت بالمقصلة بعد 19 عامًا قضتها في السجن بسبب اشتراكها في مخطط اغتيال الملكة إليزابيث الأولى
- 1904 – بداية الحرب الروسية اليابانية وذلك بعد رفض روسيا الخطة اليابانية لتقسيم منشوريا وكوريا
- 1945 – الرئيس السوري شكري القوتلي يقوم بأول زيارة رسمية للمملكة العربية السعودية
- 1958 – وقوع أحداث ساقية سيدي يوسف على الحدود الجزائرية / التونسية كرد فعل للدعم التونسي للثورة الجزائرية، وقد وقع نتيجة للأحداث العديد من القتلى الجزائريين والتونسيين
- 1963 – انقلاب عسكري في العراق يطيح بعبد الكريم قاسم ويؤدي إلى تولي عبد السلام عارف رئاسة الجمهورية.
- 1978 – أمير الكويت الشيخ جابر الأحمد الصباح يصدر مرسوم بتعيين الشيخ سعد العبد الله السالم الصباح رئيسًا لمجلس الوزراء ويكلفه بتشكيل الحكومة الأولى في عهده.
- 1985 – إطلاق القمر الصناعي العربي عرب سات إلى السماء.
- 2004 – جمعية ألعاد الاستيطانية تستولي بالقوة على 16 منزلًا في قرية سلوان المحاذية للمسجد الأقصى في حملة لتهويد محيط المسجد
- 2006 – وزارة التربية والتعليم في إسرائيل والوكالة اليهودية يوزعان آلاف النسخ لخرائط البلدة القديمة في القدس على أطفال يهود في عشرات المدارس في روسيا حيث وضعت فيها صورة لمجسم الهيكل الثالث مكان قبة الصخرة في المسجد الأقصى
- 2015 –
  - مقتل 22 مشجعاً لفريق الزمالك إثر اشتباكات بين الجماهير وقوات الأمن.
  - فيلم صبا يفوز بثلاث جوائز بما فيها جائزة البافتا لأفضل فيلم في حفل توزيع جوائز الأفلام البريطانيَّة الثامن والستين.
  - مُنتخب ساحل العاج يحرز كأس الأمم الأفريقية 2015 بعد فوزه على مُنتخب غانا في المباراة النهائية.
- 2016 -
  - المملكة العربيَّة السُعوديَّة تُعلن عزمها القيام بِمُناورات تدريبَّية تحمل عنوان مُناورات رعد الشمال على الحُدود الشماليَّة بِمُشاركة عدَّة دُول عربيَّة وإسلامية.
  - الإمارات العربية المتحدة تعلن عن إعادة هيكلة الحكومة واستحداث مناصب وزارية للسعادة والتسامح وشؤون الشباب.
- 2017 - انتخاب محمد عبد الله محمد رئيسًا للصومال بعد تغلبه على الرئيس المنتهية ولايته حسن شيخ محمود.
- 2020 - مقتل 29 شخصًا وإصابة أكثر من 58 آخرين بعد أن أطلق ضابطٌ في الجيش الملكي التايلندي النار عشوائيًّا على مدنيين في ناخون راتشاسيما.
- 2025 - إعلان تشكيل الحكومة اللبنانية الأولى في عهد جوزاف عون، من أربعةٍ وعشرين وزيرًا برئاسة القاضي نواف سلام.

## مواليد
- 882 - محمد بن طغج الإخشيد، مؤسس الدولة الإخشيدية.
- 1404 - قسطنطين الحادي عشر، إمبراطور الإمبراطورية البيزنطية.
- 1700 - دانييل برنولي، عالم فيزياء سويسري.
- 1819 - جون راسكن، شاعر إنجليزي.
- 1828 - جول فيرن، كاتب فرنسي.
- 1834 - ديميتري مندلييف، عالم كيمياء روسي.
- 1889 - عبد الرحمن الرافعي، مؤرخ مصري.
- 1900 - تركي الأول بن عبد العزيز آل سعود الأبن الأول للملك عبد العزيز آل سعود
- 1918 - حسين الشافعي، نائب رئيس جمهورية مصري.
- 1921 - لانا تيرنر، ممثلة أمريكية.
- 1930 - إيفا شتريتماتر، كاتبة وشاعرة ألمانية.
- 1931 -
  - جيمس دين، ممثل أمريكي.
  - شادية، ممثلة مصرية.
- 1938 - سمير الإسكندراني، مغني مصري.
- 1939 - طه إسماعيل، لاعب كرة قدم مصري.
- 1941 - نيك نولتي، ممثل أمريكي.
- 1946 - زينب بيره جكلي، كاتبة وأكاديمية سورية.
- 1951 -
  - حسين الإمام، ممثل مصري.
  - وجدي غنيم، داعية مصري.
- 1952 - دايسكي غوري، ممثل أداء صوتي ياباني.
- 1959 - ماوريسيو ماكري رئيس أرجنتيني.
- 1966 - خريستو ستويتشكوف، لاعب ومدرب كرة قدم بلغاري.
- 1972- بيغ شو مصارع محترف أمريكي.
- 1974 -
  - أوليسس دي لا كروز، لاعب كرة قدم إكوادوري.
  - سيث غرين، ممثل أمريكي.
- 1980 - هويدا الحسن، ممثلة مصرية.
- 1988 -
  - شجون الهاجري، ممثلة كويتية.
  - نادين ويلسون، مذيعة وممثلة لبنانية.
- 1990 - ياسين إبراهيمي، لاعب كرة قدم جزائري.
- 1991 - وهبي خزري، لاعب كرة قدم تونسي.

## وفيات
- 1265 – هولاكو خان، زعيم مغولي
- 1587 – ماري ستيوارت، ملكة اسكتلندا
- 1709 – جوزيبي توريلي، موسيقي إيطالي
- 1725 – بطرس الأكبر، إمبراطور روسي
- 1849 – فرانتسيه بريشيرن، شاعر سلوفيني
- 1871 – ناصيف اليازجي، شاعر لبناني.
- 1913 – شاهين عطية، عالم أدبي ومدرّس لبناني.
- 1957 – فالتر بوته، عالم فيزياء ألماني حاصل على جائزة نوبل في الفيزياء عام 1954
- 1975 – روبرت روبنسون، عالم كيمياء إنجليزي حاصل على جائزة نوبل في الكيمياء عام 1947
- 1979 – دنيس غابور، عالم فيزياء هنغاري حاصل على جائزة نوبل في الفيزياء عام 1971
- 1998 – هالدور لاكسنس، أديب آيسلندي حاصل على جائزة نوبل في الأدب عام 1955
- 2008 – رجاء النقاش، كاتب صحفي مصري
- 2010 – هاني الروماني، ممثل ومخرج سوري
- 2017 - بيتر مانسفيلد، طبيب بريطاني حاصل على جائزة نوبل.
- 2018 - إبراهيم الشقنقيري، مخرج مصري.
- 2021 - جان عبيد، سياسي لبناني.
- 2024 - صبحي عيط، ممثل لبناني.

## أعياد ومناسبات
- يوم النيرفانا في البوذية
- يوم بريسيرين في سلوفينيا

## وصلات خارجية
- وكالة الأنباء القطريَّة: حدث في مثل هذا اليوم.
- النيويورك تايمز: حدث في مثل هذا اليوم.
- BBC: حدث في مثل هذا اليوم.